# Fala do trono

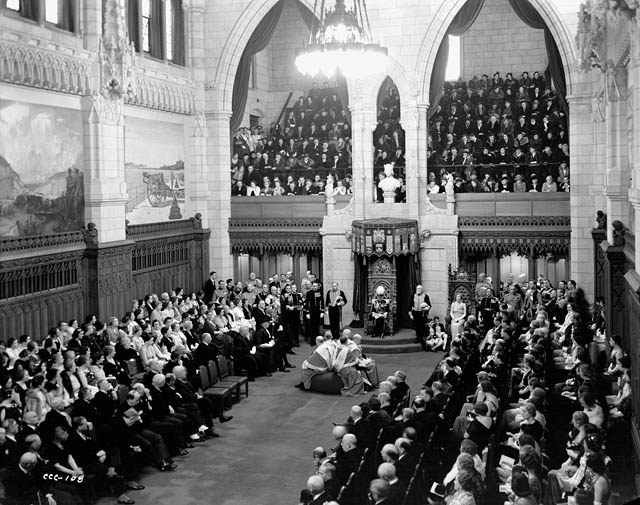
O governador-geral do Canadá, Lord Tweedsmuir durante a Fala do trono no Parlamento Canadense em 1938

Fala do trono é uma cerimónia que ocorre em certas monarquias, na qual o soberano reinante (ou um representante) lê um discurso preparado para uma sessão do parlamento, esboçando a agenda do governo para a sessão seguinte. Este evento é frequentemente realizado anualmente, embora em alguns lugares possam ocorrer com maior ou menor frequência, sempre que uma nova sessão do parlamento é aberta. A fala do trono não é escrita pelo chefe de estado, ou seu representante, que irá lê-lo, mas sim pelos ministros da coroa, mesmo que o explicitador refira-se no texto como “Meu Governo”.

## Reinos da Comunidade das Nações

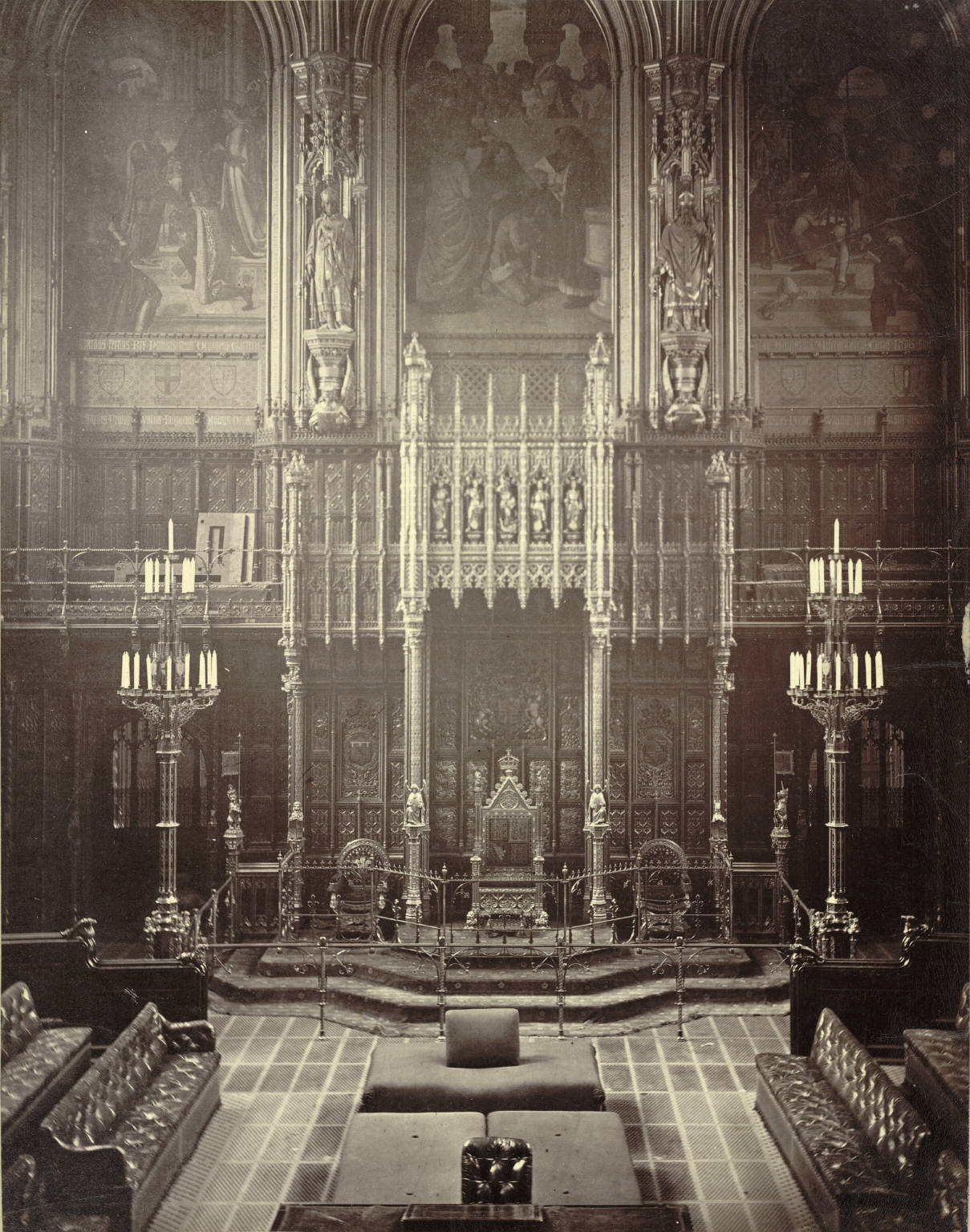
O trono na Câmara dos Lordes é onde o monarca britânico faz a abertura do parlamento

Nos reinos integrantes da Commonwealth, a fala do trono é feita por um congressista (não importando se for um governo de unicameralismo ou bicameralismo) como parte do evento solene da abertura da sessão legislativa. Em cada caso, a fala é feita pelo Gabinete de Governo, com ou sem a participação de quem irá lê-lo, e apresenta o planejamento para o ano legislativo.
No Reino Unido, onde a prática teve início e o monarca dos reinos da Commonwealth predominantemente reside, o seu Her Majesty's Most Gracious Speech (A Fala Mais Graciosa de Vossa Majestade), também conhecido como Gracious Address ou, menos formalmente, Queen's Speech (A Fala da Rainha), é geralmente lido pelo soberano reinante na Abertura de Estado do Parlamento, o que ocorre anualmente, quer em novembro ou dezembro ou logo após uma eleição geral. O monarca pode, entrementes, delegar alguém para ler a fala em seu lugar; A rainha Elizabeth II delegou sua Fala de 1959 e 1963 — quando estava grávida do Príncipe Andrew e do Príncipe Edward, respectivamente, tendo o Lorde Chanceler lido a fala. Nos países que compartilham com o Reino Unido a mesma pessoa como seus respectivos soberanos, a Fala do Trono em geral pode ser lida em nome do monarca pelo seu vice-rei, o governador-geral, embora o monarca possa o fazer em pessoa. A rainha Elizabeth II leu a fala do trono no Parlamento da Nova Zelândia em 1954, no Parlamento da Austrália em 1954 e 1974, e no Parlamento do Canadá em 1957 e 1977. Outro membro da família real pode realizar a ala, como em 1 de setembro de 1919, quando Edward, Príncipe de Wales (Mais tarde Rei Edward VIII), leu a Fala do Trono no Parlamento Canadense.
Para as legislaturas dos Estados territórios da Austrália, e nas Províncias e territórios do Canadá, a Fala do Trono também é realizado para traçar os planos legislativos locais. No Canadá, não é claro constitucionalmente, mas geralmente o vice-governador, é incumbido para representar a Monarquia nas províncias canadenses. Na Austrália, os governadores dos Estados da Austrália normalmente dão a Fala no lugar do monarca, mas o soberano reinante pode realizar a tarefa em pessoa, sendo que a rainha Elizabeth II abriu os parlamentos de alguns estados da Austrália em 1954 e de Nova Gales do Sul em 1992.

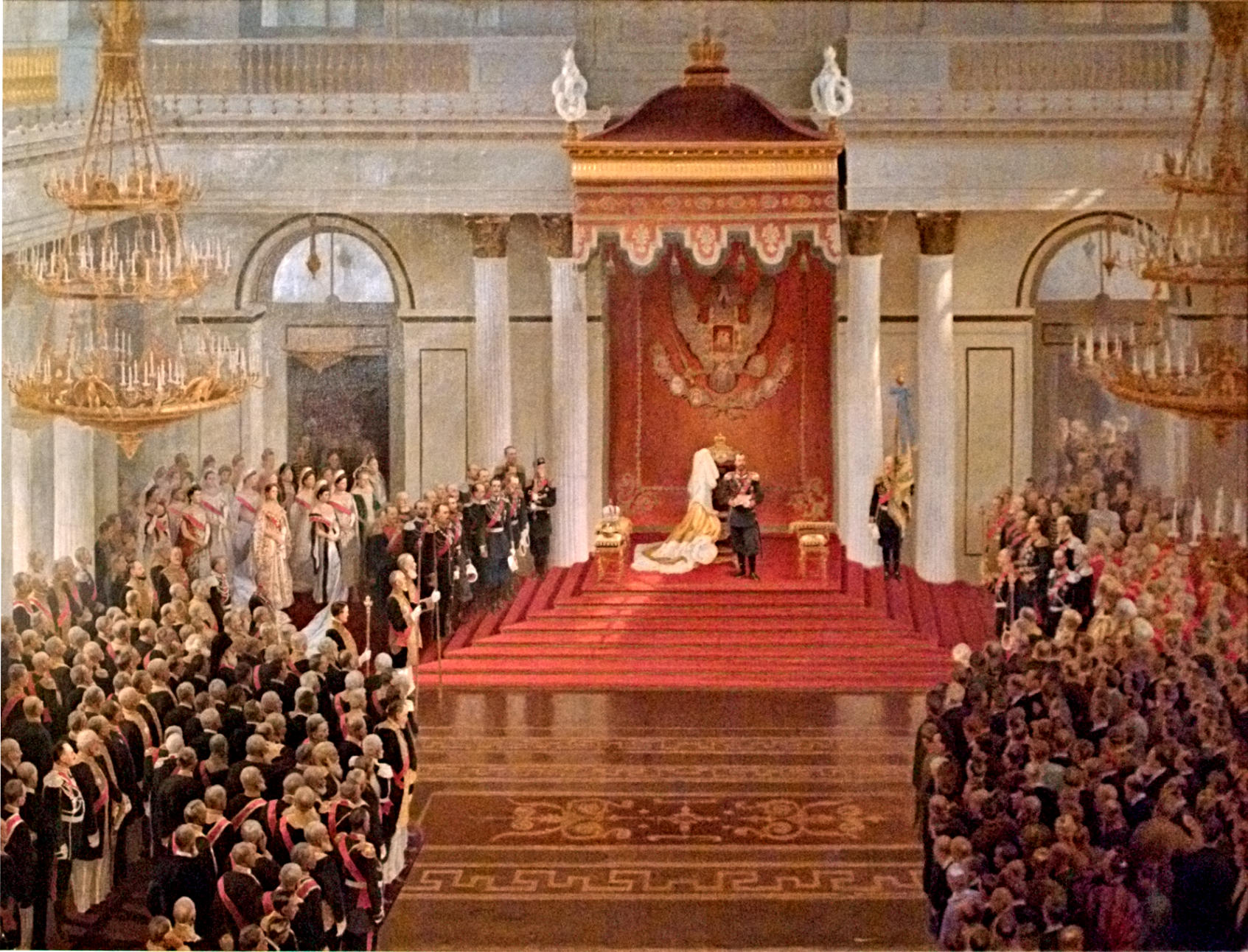
Nicolau II durante a Fala do Trono no Parlamento russo em 1909.

A Fala é seguida por um debate e votação nas duas casas ou a na casa de um parlamento. Formalmente, o representante apenas pede ao Parlamento para agradecer ao monarca ou vice-rei da Fala através da Fala em Resposta, o debate, no entanto, muitas vezes amplo, explorando vários aspectos das políticas propostas pelo governo, geralmente se estende por vários dias. Quando a Fala de Resposta é finalmente votada, é realizado um pedido de moção de confiança no governo, que, se perdido, teria como resultado o fim do mandato deste parlamento. Em algumas legislaturas, a discussão e a votação seguem um aumento simbólico de outras matérias, tendentes a evidenciar a independência do parlamento da Coroa. Na Câmara dos Comuns britânica, por tradição, essa outra matéria levantada é o Outlawries Bill. Na Câmara dos Comuns do Canadá, os projetos destacados são as Bills C-1 and S-1, leis de comprometimento com a clareza administrativa, enquanto no Senado canadense é destacada a Bill S-1, uma lei relacionada à transportes ferroviários. Na Austrália e na Nova Zelândia, em contrapartida, nenhuma lei formal é votada, sendo que as respectivas casas preferem debater assuntos não controversos antes de redigir a Fala de Resposta.
A Fala Trono não é geralmente feito na abertura de todos os períodos legislativos no Reino Unido, sendo que o equivalente mais próximo é o pronunciamento da agenda geral feita pelo Primeiro Ministro. Entrementes, volta e meia a Rainha discursa de forma não oficial nas sessões, sendo que muitas vezes ela esteve presente na abertura do Parlamento Escocês, geralmente falando reflexivamente  sobre suas realizações e desejando à instituição o bem para o seu próximo mandato, em vez de desejar para os  planos do executivo.

## Brasil Imperial

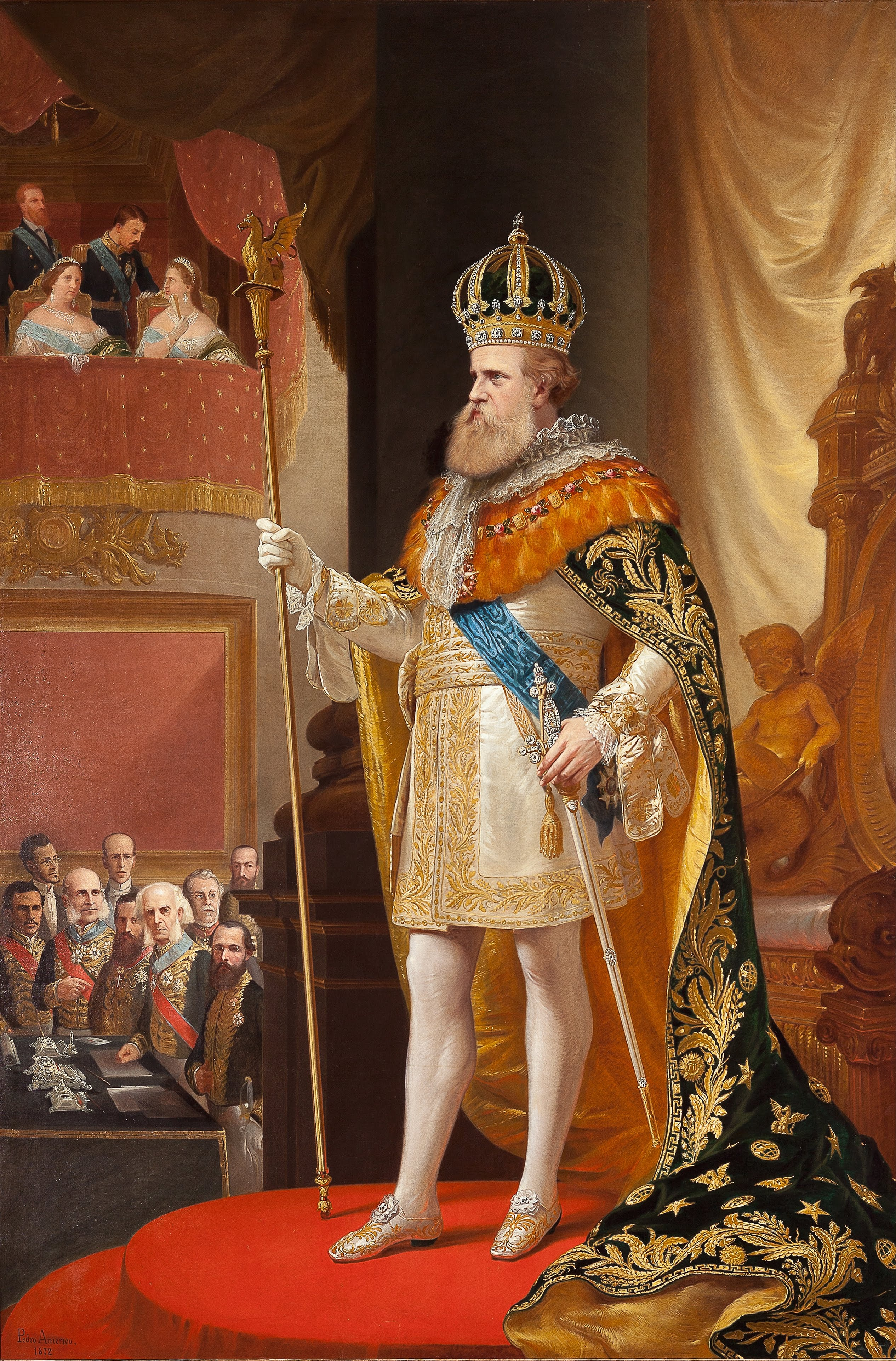
Pedro II aos 46 anos de idade e vestido com a Regalia Imperial do Brasil durante a Fala do trono, em 1872

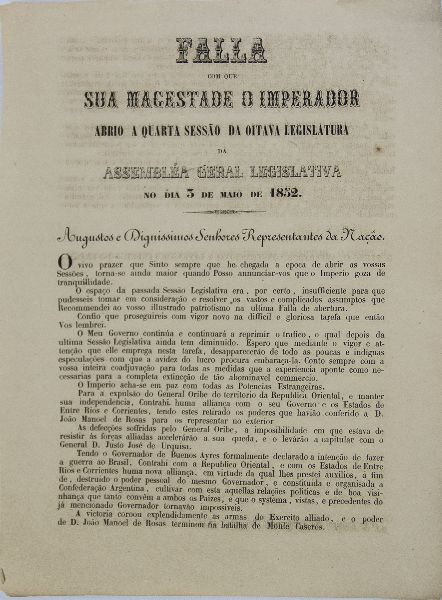
Fala ao Trono do imperador Pedro II na Assembleia Geral em 3 de maio de 1852.

No Brasil Imperial as Falas do Trono foram discursos proferidos pelos imperadores, Dom Pedro I e Dom Pedro II, e pelos Regentes nas reuniões de abertura e encerramento do ano legislativo da Assembleia Geral Legislativa brasileira. Durante toda a existência da Assembleia, no período monárquico, perante os senadores e deputados, o monarca costumeiramente discorria sobre temas importantes da história política, os problemas que o país enfrentava, os seus desafios e propostas para resolvê-los. Na abertura, indicava metas a serem implementadas durante o ano. Na sessão imperial de encerramento, comumente era realizado um balanço sobre a situação do País e as medidas saneadoras que foram tomadas pelo governo imperial. A solenidade era precedida de todo um cerimonial que, juntamente com o discurso, permitia à Coroa se posicionar como símbolo de poder.
Em um trecho da fala de abertura do ano legislativo de 1830, o imperador Dom Pedro I aborda a necessidade de leis que facilitassem a distribuição de terras após acordos internacionais para o fim do tráfico de escravos.
“O tráfico da escravidão cessou, e o governo está decidido a empregar todas as medidas que a boa fé e a humanidade reclamem para evitar a continuação debaixo de qualquer forma ou pretexto que seja: portanto, julgo de indispensável necessidade indicar-vos que é conveniente facilitar a entrada de braços úteis. Leis que autorizem a distribuição de terras incultas e que afiancem a execução dos ajustes feitos com os colonos, seriam de manifesta utilidade e de grande vantagem para nossa indústria em geral”
No dia 3 de maio de 1888, a Princesa imperial regente, Isabel, é recebida por parlamentares no Palácio do Conde dos Arcos, sede do Senado. É lá que, no discurso de abertura do ano legislativo, ela defende o fim do trabalho servil no país. A Lei Áurea, que aboliu a escravidão, foi aprovada em regime de urgência, apenas dez dias após a fala da princesa regente.
“A extinção do elemento servil, pelo influxo do sentimento nacional e das liberalidades particulares, em honra do Brasil, adiantou-se pacificamente do tal modo, que é hoje aspiração aclamada por todas as classes, com admiráveis exemplos de abnegação da parte dos proprietários. Quando o próprio interesse privado vem espontaneamente colaborar para que o Brasil se desfaça da infeliz herança, que as necessidades da lavoura haviam mantido, confio que não hesitareis em apagar do direito pátrio a única excepção que nele figura em antagonismo com o espírito cristão e liberal das nossas instituições”.

## Outros países

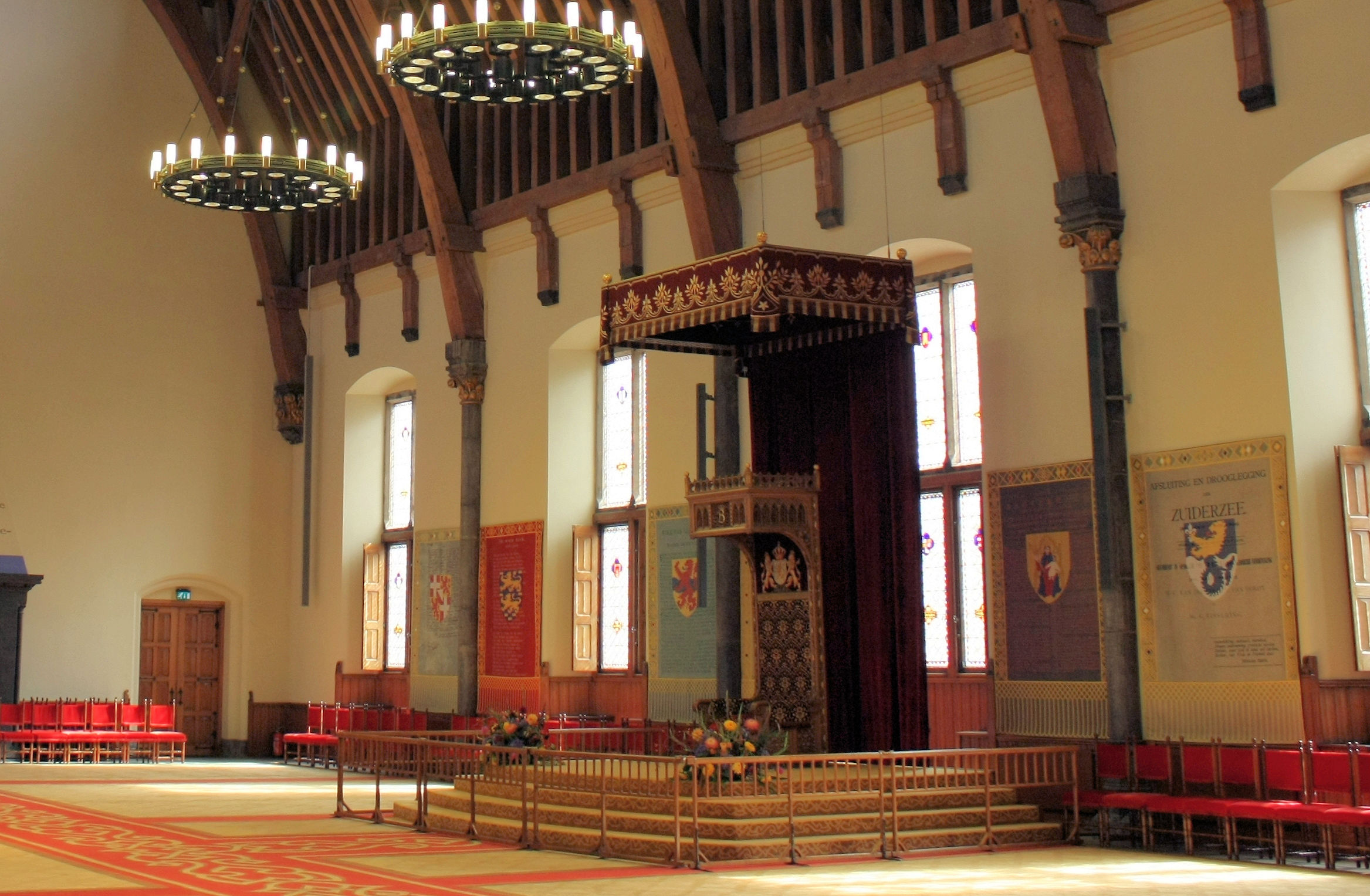
O Trono de Ridderzaal, local onde o monarca dos Países Baixos realiza sua Fala do Dia do Príncipe.

Outras monarquias, como a Holanda (Dia do Príncipe) e Noruega, possuem Fala do Trono semelhantes. Na Suécia, o monarca realiza um pequeno discurso antes da Fala do primeiro-ministro. No Japão, O imperador realiza um discurso na abertura da Dieta; ele não se refere a nenhuma política do governo, deixando ao primeiro-ministro as questões políticas. Na Tailândia, o Rei realiza um discurso no Ananta Samakhom Throne Hall, aconselhando a Assembleia Nacional em seus trabalhos.
Várias repúblicas também realizam anualmente um discurso em que o presidente abre a sessão legislativa, como nos Estados Unidos. No Brasil é realizado um discurso do presidente para os congressistas no início de seu mandato.